# Jon-Pers
Jon-Pers är en hälsingegård vid Ljusnan strax norr om Ljusdal i Hälsingland.
Gården har nedärvts i samma familj sedan den byggdes och fram till tidigt 2000-tal. Byggnaderna har lämnats i stort sett orörda under andra hälften av 1900-talet tills ägandet övergick till Allmänna arvsfonden och gården erbjöds till försäljning 2016.
Gården består av två byggnader i rät vinkel. Ett envåningshus i väst och ett större tvåvåningshus i norr. Sannolikt har gården från början varit en trebyggd gård med det större huset i mitten och ytterligare ett mindre hus, där de mindre husen stått som flyglar till det större. Ingången saknar brokvist, men har begåvats med en dörromfattning som bär spår av dekorationsmåleri. Interiörerna har tidigare tillskrivits hälsingemålaren Anders Ädel, men troligen har även Hindriks-Olle varit upphovsman till interiörmåleriet.